# Balduino de Rieti
Balduino de Rieti (f. 1140), es un abad cisterciense, venerado como santo por la iglesia católica. Se conmemora el 24 de julio.

## Biografía
Balduino fue un monje de la Abadía de Claraval. Bernardo de Claraval lo envía para ser abad del Monasterio de San Pastor en la diócesis de Rieti. El papa Inocencio II lo nombró cardenal en 1138.
Los únicos detalles conocidos de su vida provienen de una carta que le envió Bernardo de Claraval. Expresa a Balduino su afecto, lo aconseja para el ejercicio de su cargo y le recomienda especialmente el celo por la enseñanza de sus hijos por la palabra, el ejemplo de la virtud, y especialmente el amor a la oración.